# فرودگاه کول
فرودگاه کول (به انگلیسی: Coll Airport) یک فرودگاه با کد یاتا COL است که یک باند فرود آسفالت دارد و طول باند آن ۵۰۰ متر است. این فرودگاه در کشور اسکاتلند قرار دارد و در ارتفاع ۶ متری از سطح دریا واقع شده‌است.

## شرکت‌های هواپیمایی و مقصدهای پروازی
| شرکت‌های هواپیمایی                         | مقصدهای پروازی              |
| ----------------------------------------- | --------------------------- |
| سریلانکان ایرلاینز اجرا توسط Cinnamon Air | باندرانیکی، اس‌ال‌ای‌اف کوگالا |